# Callitrichia afromontana
Callitrichia afromontana är en spindelart som beskrevs av Nikolaj Scharff 1990. Callitrichia afromontana ingår i släktet Callitrichia och familjen täckvävarspindlar.
Artens utbredningsområde är Tanzania. Inga underarter finns listade.